# Lüdenscheid
Lüdenscheid er en by i Tyskland, nærmere bestemt i Nordrhein-Westfalen. I 2022 har byen 71.865 indbyggere, og et areal på 86,73 km².